# Municipio de Richland (condado de Beadle)
El municipio de Richland (en inglés: Richland Township) es un municipio ubicado en el condado de Beadle en el estado estadounidense de Dakota del Sur. En el año 2010 tenía una población de 128 habitantes y una densidad poblacional de 1,39 personas por km².

## Geografía
El municipio de Richland se encuentra ubicado en las coordenadas 44°19′32″N 98°2′0″O / 44.32556, -98.03333. Según la Oficina del Censo de los Estados Unidos, el municipio tiene una superficie total de 92.34 km², de la cual 92,34 km² corresponden a tierra firme y (0 %) 0 km² es agua.

## Demografía
Según el censo de 2010, había 128 personas residiendo en el municipio de Richland. La densidad de población era de 1,39 hab./km². De los 128 habitantes, el municipio de Richland estaba compuesto por el 100 % blancos. Del total de la población el 0 % eran hispanos o latinos de cualquier raza.